# Środa, czwartek rano
Środa, czwartek rano – polski film obyczajowy z 2007. Zdjęcia rozpoczęły się 1 sierpnia 2006 i kręcone były w Warszawie oraz w jej okolicach

## Obsada aktorska
- Paweł Tomaszewski - Tomek
- Joanna Kulig - Teresa
- Piotr Ligienza - Mati
- Jadwiga Jankowska-Cieślak - lekarka Ewa Kępska
- Magdalena Gnatowska - pielęgniarka
- Janusz Chabior - "Pała"
- Marcin Sitek
- Lech Sołuba